# San José (Los Santos)
San José è un comune (corregimiento) della Repubblica di Panama situato nel distretto di Las Tablas, provincia di Los Santos. Si estende su una superficie di 61,6 km² e conta una popolazione di 593 abitanti (censimento 2010).